# 田中徳三
田中 徳三（たなか とくぞう、1920年9月15日 - 2007年12月20日）は、日本の映画監督。関西学院大学文学部卒業。大阪市東区（現・中央区）船場出身。

## 生涯
1920年9月15日、大阪市東区（現・中央区）船場にある帯問屋の息子として生まれる。
関西学院大学文学部在学中に徴兵（大学は繰り上げ卒業）され、スマトラ島で終戦を迎えた。1年間捕虜生活を送った後、1946年に帰国。
1948年、朝日新聞記者だった兄（『週刊朝日』の編集長をつとめた田中利一）のすすめで、助監督として大映京都撮影所に入社。溝口健二、黒澤明、市川崑、吉村公三郎、伊藤大輔、森一生らの下でチーフ助監督を務めた、1958年に『化け猫御用だ』で監督デビュー。助監督時代の作品がいくつかの映画祭で賞を受賞したことから、「グランプリ助監督」とのあだ名もあった。この時、市川崑が新人監督のために台本を書いていることを知った田中は自分に回ってくることを期待したが回ってきたのが『化け猫御用だ』と知り、落胆したという。
1960年、長谷川一夫主演『疵千両』で監督新人協会作品賞を受賞した。1961年、勝新太郎主演の『悪名』を監督し、この作品で日本映画監督協会特別賞、京都市民映画祭監督賞を受賞した。田中は悪名シリーズ全16作のうち半分を監督した。1963年に監督した、座頭市シリーズ第四弾、『座頭市兇状旅』は、配収1億5000万円を超える当時のメガヒット作品となった。
『眠狂四郎』を市川雷蔵で映像化したいとの、田中の企画により「眠狂四郎」シリーズがスタートした。また『兵隊やくざ』シリーズでも全9作のうち6作の監督を務め、田宮二郎主演の「犬」シリーズなどの大映を代表する人気作品でメガホンを取った。大映時代の監督作品にはプログラムピクチャーが多く、監督を務めた作品の数は49本を数える。1969年、『秘録怪猫伝』を監督したのが大映製作映画での最後の監督作品となった。大映の倒産後はフリーとなり、萩原健一主演の『祭ばやしが聞こえる』などの現代劇、『必殺シリーズ』『子連れ狼シリーズ』『桃太郎侍』などテレビドラマ時代劇の監督を多数務めた。
2007年12月20日午後7時40分、脳出血のため奈良県橿原市の病院で死去。87歳没。同年に撮影した『少年河内音頭取り物語』（河内家菊水丸の少年期の実話）が遺作となった。2008年2月2日、母校の関西学院で「お別れ会」が開かれた。

## その他
- 三隅研次とは同期で、井上昭によると、「お互いどこかライバル視していたのではないか」としている[7]。

- 市川雷蔵から「徳三という名前はよくない。改名したほうがいい」と言われたことがあった。田中が断ると、「いい名前を考えていたんだが」と残念そうであったという[8]。

## 監督作

### 映画
- 化け猫御用だ (1958)
- お嬢吉三 (1959年)
- 浮かれ三度笠 (1959)
- 疵千両 (1960)
- 大江山酒天童子 (1960)
- 濡れ髪牡丹 (1961)
- 鯉名の銀平 (1961)
- 悪名シリーズ
  - 悪名 (1961)
  - 続悪名 (1961)
  - 第三の悪名 (1963)
  - 悪名一番 (1963)
  - 悪名幟 (1965)
  - 悪名無敵 (1965)
  - 悪名桜 (1966)
- ドドンパ酔虎伝 (1961)
- 花くらべ狸道中 (1961)
- 誘拐 (1962)
- 裁かれる越前守 (1962)
- 剣に賭ける (1962)
- 鯨神 (1962)
- 座頭市シリーズ
  - 新・座頭市物語 (1963)
  - 座頭市兇状旅 (1963)
  - 座頭市の歌が聞える (1966)
- 眠狂四郎シリーズ
  - 眠狂四郎殺法帖 (1963)
  - 眠狂四郎女地獄 (1968)
- 手討 (1963)
- 宿無し犬 (1964)
- 駿河遊侠伝 破れ鉄火 (1964)
- 忍びの者 霧隠才蔵 (1964)
- 乞食大将 (1964)
- 兵隊やくざシリーズ
  - 続・兵隊やくざ (1965)
  - 新・兵隊やくざ (1966)
  - 兵隊やくざ 大脱走 (1966)
  - 兵隊やくざ 俺にまかせろ (1967)
  - 兵隊やくざ 殴り込み (1967)
  - 兵隊やくざ 強奪 (1968)
- 赤い手裏剣 (1965)
- 大殺陣 雄呂血 (1966)
- 脂のしたたり (1966)
- 陸軍中野学校 竜三号指令 (1966)
- 残侠の盃 (1967)
- ひき裂かれた盛装 (1966)
- 怪談雪女郎 (1968)
- 秘録おんな寺 (1969)
- 手錠無用 (1969)
- 笹笛お紋 (1969)
- 秘録怪猫伝 (1969)
- 扉はひらかれた (1975)
- 少年河内音頭取り物語 (2007)

### テレビドラマ
- 新三匹の侍 (1970年) (3、5、7、11、13話)
- 旗本退屈男（CX、東宝・1970年 - 1971年）
- 女人武蔵 (1971年) (5、6、11、12、13、14、15、16、17、24、25、26話)
- 女人平家 (1971年) (5、6、16、17話)
- おらんだ左近事件帖 (1971年) (1話)
- 忍法かげろう斬り (1972年) (12、14、15話)
- 眠狂四郎（KTV、東映京都・1972年）(2、4、13、14、19、20話)
- 隼人が来る（CX、東映京都・1972年 - 1973年）(1、2、9、10、13、14、22、23話)
- 必殺シリーズ（ABC、松竹京都・1973年 - 1987年）
  - 必殺仕置人 (1973年) (20話)
  - 助け人走る (1974年) (18、19、23、24、28、31、34話)
  - 暗闇仕留人 (1974年) (5、6、15、20話)
  - 必殺仕置屋稼業 (1975年) (24話)
  - 必殺仕事人 (1979-80年) (19、21、28、35、36、42、43、47、48、52、53、58、59、66、69、70、75、77、80話)
  - 新必殺仕事人 (1981-82年) (3、9、10、14、15、20、29、30、35、37、43、47、52、53話)
  - 新必殺仕舞人 (1982年) (11、12話)
  - 必殺仕事人III (1982-83年) (1、3、6、12、16、23、24、25、32話)
  - 必殺渡し人 (1983年) (1、2、6話)
  - 必殺仕事人IV (1983-84年) (1、2、4、8、9、15、21、29、32、38話)
  - 必殺仕切人 (1984年) (13、15話)
  - 必殺仕事人V (1985年) (3、6、11話)
  - 必殺仕事人V激闘編 (1985年) (5話)
  - 必殺仕事人V旋風編 (1986年) (3、6、9話)
- 無宿侍 (1973年) (1、8、12話)
- 風の中のあいつ（TBS、渡辺企画・1973年）
- 荒野の素浪人 (第2シーズン) (1974年) (3、6、11、23話)
- おしどり右京捕物車（ABC、松竹京都・1974年）(9、25話)
- 斬り抜ける（ABC、松竹京都・1974-75年）(9、10、15話)
- 編笠十兵衛（CX、東映京都・1974年）(1、2、16、17、18話)
- 剣客商売シリーズ（加藤剛、山形勲版・CX、東宝テレビ部、俳優座・1973年）
- 子連れ狼シリーズ（NTV、ユニオン映画）第1シーズン(9、18、19話) 第2シーズン(3、13話) 第3シーズン(7、11話)
- 江戸の旋風 (1975-76年) (18、21話)
- 剣と風と子守唄（NTV、三船プロダクション・1975年）
- 長崎犯科帳（NTV、ユニオン映画・1975年) (9、10、16話)
- 十手無用 九丁堀事件帖（NTV、東映京都・1975年）(5、6、15、17話)
- 徳川三国志 (1975年) (7、9、19、20話)
- お耳役秘帳 (1976年) (1、5、13、14話)
- 桃太郎侍（NTV、東映京都・1976年 - 1981年）
- 祭ばやしが聞こえる（NTV、ニーディー・グリーディー・1977年）(5、6、9、10、13、14、17、18、23、24話)
- 座頭市物語テレビシリーズ版（CX、勝プロ・1974年）
- 新・座頭市テレビシリーズ版（CX、勝プロ）
- 夫婦旅日記 さらば浪人（CX、勝プロ）(4、21話)
- 赤穂浪士 (1979年) (3、4、9、10、11話)
- 京都殺人案内シリーズ（土曜ワイド劇場・ABC、松竹京都）(1985年、第10回)
- 京都妖怪地図シリーズ（土曜ワイド劇場・ABC、松竹京都）
- 御金蔵破り (1981年)
- 赤かぶ検事奮戦記 (第2シーズン) (1981-82年) (3、4、7、8話)
- 赤かぶ検事奮戦記 (第3シーズン) (1983年) (1、6、7話)
- 京都マル秘指令 ザ新選組（ABC、松竹京都・1984年）
- 長七郎江戸日記 (1985-86年)
- 生きていた吉良上野介 (1987年)
- 京都花の宿殺人事件　奥嵯峨に消えた婚約者（土曜ワイド劇場　1988年）
- 三匹が斬る!（ANB、東映京都）(1987-88年) (7、8、15、21話)
- 続三匹が斬る！（|ANB、東映京都）(1989年) (8話)
- 火曜サスペンス劇場「女監察医・室生亜季子」シリーズ（NTV・東映東京）
  - 第6作「赤い髪の女」（1989年4月）
  - 第11作「歪んだ告白」（1992年4月）
- 眠狂四郎　恋しぐれ円月殺法!将軍家、若君乱心の謎を斬る! (1989年)
- 鬼平犯科帳 (1989年) (5、10話)
- あばれ八州御用旅（TX、ユニオン映画）
- 次郎長三国志（TX、松竹京都・1991年）(第1、3部)
- 御家人斬九郎 (第1シリーズ) (1995年) (4話)
- 御家人斬九郎 (第4シリーズ) (2001年) (9話)

## 受賞歴
- 監督新人協会作品賞 (映画『疵千両』により)[9]
- 監督新人協会特別賞 (映画『悪名』により)[9]
- 京都市民映画祭監督賞 (映画『悪名』により)[9]
- 日本批評家大賞プラチナ大賞 (1996年)[9]

## 著書
- 『映画が幸福だった頃　[田中徳三映画術] 』 (1994年、株式会社JDC)